# Peter Kadiru
Peter Kadiru (* 24. Juni 1997 in Hamburg) ist ein deutscher Profiboxer, der bis 2018 als Amateur im Superschwergewicht kämpfte und seit 10. Oktober 2020 Deutscher Meister (BDB) im Schwergewicht ist.

## Amateurkarriere

### Junioren und Jugend
Der Sohn ghanaischer Eltern lebt in Hamburg und trainierte beim SV Polizei Hamburg und beim BC Traktor Schwerin. Er gewann im Mai 2013 die 41. deutschen Juniorenmeisterschaften in Bad Blankenburg durch drei vorzeitige Siege gegen Ole Mörer, Georg Göring sowie Anton Tomić und stand insgesamt nur rund sieben Minuten im Ring. Daraufhin wurde er bei den 9. Junioren-Weltmeisterschaften im September desselben Jahres in Kiew eingesetzt. Nach einem Sieg gegen Angel Angelow aus Bulgarien unterlag er jedoch im zweiten Kampf gegen den Belarussen Maksim Koslow.
Im April 2014 erreichte er dann den zweiten Platz bei den 4. Jugend-Weltmeisterschaften in Sofia. Nach Siegen gegen Shokhrukhbek Erkinov aus Usbekistan, Evanders Servuts aus Litauen und Marat Kerimchanow aus Russland verlor er erst im Finale gegen den US-Amerikaner Darmani Rock knapp mit 1:2.
Im August 2014 nahm er an den 2. Olympischen Jugend-Sommerspielen in Nanjing teil. Er besiegte dabei im Halbfinale den ehemaligen Schüler-Europameister Muhamedali Tairow aus Aserbaidschan durch technischen K. o. und stand im Finale erneut Darmani Rock aus den Vereinigten Staaten gegenüber, den er klar mit 3:0 nach Punkten besiegen konnte.
Im Oktober 2014 gewann Peter Kadiru zudem die Jugend-Europameisterschaften in Zagreb mit Siegen gegen Evanders Servuts aus Litauen (3:0), Daniel Dubois aus England (2:1), Muhamedali Tairow aus Aserbaidschan (3:0) und Marat Kerimchanow aus Russland (3:0).
2015 gewann er im Superschwergewicht die deutschen Jugend-Meisterschaften in Hamburg. Er schlug dabei im Finale Leon Gavanas vorzeitig. Im Oktober 2015 gewann er das Ahmet Cömert Tournament in Istanbul. Nach einem Freilos im Achtelfinale schlug er im Viertelfinale Shane Lewis aus Wales (t.K.o.) und im Halbfinale Georgi Zurabeani aus Georgien (t.K.o.). Im Finale trat sein türkischer Gegner Sedat Yıldız nicht zum Kampf an, wodurch Kadiru zum Sieger erklärt wurde.
Im November 2015 folgte der erneute Gewinn der Jugend-Europameisterschaften in Kołobrzeg. Kadiru besiegte dabei den Bosnier Daso Simeunović (3:0), den Litauer Deividas Šernas (3:0), den Polen Kamil Mroczkowski (3:0) und den Russen Waleri Topuzyan (3:0).
Im März 2017 gewann er die U22-Europameisterschaften im rumänischen Brăila mit Siegen gegen Vitaliy Pokulyak aus der Ukraine, Djamili-Dini Aboudou aus Frankreich und Aleksandar Mraović aus Österreich.

### Elite
Bei den Europameisterschaften 2017 in Charkiw schlug er in der Vorrunde den Schotten Mitchell Barton, unterlag dann aber im Achtelfinale gegen den Dänen Kem Ljungquist. Im Dezember 2017 gewann er den deutschen Meistertitel im Superschwergewicht durch Siege gegen Vladimirs Troskins (5:0) und Alexander Müller vom Berge (5:0).

## Profikarriere
Im November 2018 gab Kadiru seinen Wechsel ins Profilager bekannt. Sein Manager ist Bernd Bönte, der zusammen mit den Cousins Christian und Raiko Morales die B&M Sport Management GmbH gegründet hatte. Sein Profidebüt gab er am 2. März 2019 gegen den Polen Artur Kubiak, der auch erst seinen zweiten Kampf absolvierte. Kadiru gewann den Kampf, der auf sechs Runden angesetzt war, einstimmig nach Punkten mit dreimal 60:54. Erstmals vorzeitig siegte Kadiru bei seinem zweiten Kampf am 13. April 2019, als er den Deutsch-Italiener Vincenzo Febbo in der vierten Runde durch K. o. bezwang. Am 11. Mai 2019 erreichte er gegen den Italiener Paolo Iannucci einen klaren Punktsieg.
Gegen den Tschechen Tomáš Šálek (11-1) gewann er am 18. Januar 2020 vorzeitig und wurde dadurch WBC-Juniorenweltmeister. In einem erstmals in seiner Profikarriere 10 Runden dauernden Kampf gewann er am 10. Oktober 2020 gegen Titelverteidiger Roman Gorst einstimmig nach Punkten (99:91, 98:92, 97:93) den Titel des Deutschen Meisters (BDB) im Schwergewicht.
Am 15. November 2022 verlor er in Hamburg durch K. o. bereits in der ersten Runde überraschend gegen den Argentinier Marcos Antonio Almada (23–11–0), was seine bisher einzige Niederlage bedeutet.
Am 16. März 2024 gewann er in Stralsund seinen ersten internationalen Titel. Gegen Victor Emilio Ramírez aus Argentinien sicherte er sich den IBF-Intercontinental-Gürtel, nachdem Ramírez in der Pause zur neunten Runde aufgrund einer Ellenbogenverletzung aufgeben musste.

## Liste der Profikämpfe
| 19 Siege (10 K.-o.-Siege), 1 Niederlagen, 0 Unentschieden |               |                                    |                        |                                                            |
| Jahr                                                      | Tag           | Ort                                | Gegner                 | Ergebnis für Kadiru                                        |
| 2019                                                      | 02. März      | Maritim Hotel, Magdeburg           | Artur Kubiak           | Punktsieg (einstimmig)                                     |
| 2019                                                      | 13. April     | Erdgas Sportarena, Halle (Saale)   | Vincenzo Febbo         | Sieg / KO 4. Runde                                         |
| 2019                                                      | 11. Mai       | Stadthalle, Magdeburg              | Paolo Iannucci         | Punktsieg (einstimmig) / 6 Runden                          |
| 2019                                                      | 15. Juni      | MGM Grand Garden Arena, Las Vegas  | Juan Torres            | Punktsieg (einstimmig) / 4 Runden                          |
| 2019                                                      | 28. September | Stadthalle, Magdeburg              | Andrei Mazanik         | Punktsieg (einstimmig) / 6 Runden                          |
| 2019                                                      | 16. November  | Messe Arena, Halle (Saale)         | Pedro Martinez         | Sieg / Aufgabe des Gegners                                 |
| 2020                                                      | 18. Januar    | Edel-optics.de Arena, Hamburg      | Tomáš Šálek            | Sieg / TKO 6. Runde WBC-Jugendmeisterschaft                |
| 2020                                                      | 18. Juli      | Seebühne Elbauenpark, Magdeburg    | Eugen Buchmüller       | Sieg / TKO 3. Runde                                        |
| 2020                                                      | 22. August    | Seebühne Elbauenpark, Magdeburg    | Muhammed Ali Durmaz    | Sieg / KO 2. Runde                                         |
| 2020                                                      | 10. Oktober   | GETEC Arena, Magdeburg             | Roman Gorst            | Punktsieg (einstimmig) / 10 Runden BDB-Meisterschaftskampf |
| 2021                                                      | 17. Juli      | Seebühne Elbauenpark, Magdeburg    | Adnan Redzovic         | Sieg / KO 2. Runde                                         |
| 2021                                                      | 09. Oktober   | GETEC Arena, Magdeburg             | Boris Estenfelder      | Punktsieg (einstimmig) / 10 Runden BDB-Meisterschaftskampf |
| 2022                                                      | 05. März      | Sono, Brno                         | Lukas Fajk             | Punktsieg (einstimmig)                                     |
| 2022                                                      | 18. Juni      | Stadthalle, Rostock                | Tayfun Kurt            | Sieg / TKO 3. Runde                                        |
| 2022                                                      | 05. November  | Porsche Zentrum, Hamburg           | Marcos Antonio Alumada | Niederlage / KO 1. Runde                                   |
| 2023                                                      | 01. April     | The O2 Arena, London               | Alen Lauriolle         | Sieg / TKO 1. Runde                                        |
| 2023                                                      | 24. Juni      | Stadthalle, Rostock                | Yassine Khedim         | Sieg / TKO 2. Runde                                        |
| 2023                                                      | 28. Oktober   | Zenith, München                    | Jakub Sosinski         | Punktsieg (einstimmig) / 8 Runden                          |
| 2024                                                      | 16. März      | Vogelsanghalle, Stralsund          | Victor Emilio Ramírez  | Sieg / TKO 8. Runde IBF-Interkontinental-Titelkampf        |
| 2024                                                      | 21. September | Sporthalle, Hamburg                | Djuar El Scheich       | Sieg / TKO 5. Runde IBF-Interkontinental-Titelkampf        |
| 2025                                                      | 5. April      | Kuhn+Witte Audi-Terminal, Seevetal | Osasu Otobo            | Sieg / TKO 1. Runde                                        |
| Quelle: Peter Kadiru in der BoxRec-Datenbank              |               |                                    |                        |                                                            |